# South Australia International 1998
Die South Australia International 1998 im Badminton fanden vom 25. bis zum 26. Juli 1998 in Adelaide statt.

## Sieger und Platzierte
| Disziplin    | Gold                         | Silber                           | Bronze                          |
| ------------ | ---------------------------- | -------------------------------- | ------------------------------- |
| Herreneinzel | Nick Hall                    | Geoffrey Bellingham              | Murray Hocking                  |
| Herreneinzel | Nick Hall                    | Geoffrey Bellingham              | Chris Thirlwell                 |
| Dameneinzel  | Amanda Carter                | Michaela Smith                   | Rayoni Head                     |
| Dameneinzel  | Amanda Carter                | Michaela Smith                   | Kellie Lucas                    |
| Herrendoppel | Murray Hocking Mark Nichols  | Geoffrey Bellingham Jarrod King  | Peter Blackburn Neil Sashardi   |
| Herrendoppel | Murray Hocking Mark Nichols  | Geoffrey Bellingham Jarrod King  | Dean Galt Daniel Shirley        |
| Damendoppel  | Rhonda Cator Amanda Hardy    | Michaela Smith Kate Wilson-Smith | Amanda Carter Rebecca Gordon    |
| Damendoppel  | Rhonda Cator Amanda Hardy    | Michaela Smith Kate Wilson-Smith | Sheree Jefferson Tammy Jenkins  |
| Mixed        | Peter Blackburn Rhonda Cator | Dean Galt Tammy Jenkins          | Daniel Shirley Sheree Jefferson |
| Mixed        | Peter Blackburn Rhonda Cator | Dean Galt Tammy Jenkins          | Clint Pegrum Kellie Lucas       |